# Chen Taijiquan
Chen shi taijiquan - (chiń. upr. 陈氏太极拳; chiń. trad. 陳氏太極拳; Chen taiji, Chen tai chi) – styl taijiquan (taichi) rodziny Chen z Chenjiagou w prowincji Henan w Chinach.

## Historia
Za twórcę tego stylu tradycyjnie uważa się Chen Wangtinga (陈王廷), który jako dowódca wojsk prowincji zaznajomił się z wieloma istniejącymi w tamtych czasach technikami bojowymi. Kluczową techniką dla Mistrza Chena była sztuka walki halabardą. Obecnie uważa się, że jest to źródło współczesnych form taijiquan rodziny Chen. Ponieważ halabarda była bronią ciężką, stąd wykształciły się w tym stylu formy wymagające niskich pozycji i pracy całym ciałem, a w szczególności dolną częścią brzucha. Efektem ewolucji stylu Chen była unikalna kompilacja ćwiczeń energetycznych Qigong wersji Chan Si Gong (Rozwijanie Jedwabnego Kokonu) oraz form "bojowych" zawierających w sobie dynamiczne uderzenia Fa Jing.
Ze stylu Chen wywodzą się inne style taijiquan. Jako pierwszy wyodrębnił się w XIX w. styl Yang, którego założyciel - Yang Luchan - pobierał nauki w rodzinie Chen.

## Techniki
Chen Taijiquan, będący stylem wewnętrznym łączy w sobie elementy stylów zewnętrznych, jak i ćwiczenia energetyczne i oddechowe. Esencją Chen Taijiquan jest sposób pracy z energią zwany "odwijaniem jedwabnego kokonu", który składa się z cyklicznych miękkich ruchów będących realizacją aspektów Yin i Yang. Elementy "jedwabnego kokonu" istnieją we wszystkich formach tego stylu.
Wśród technik stylu Chen należy wymienić formy:
- bez broni: starą formę Lao jia, nową formę Xin jia oraz Chan si gong,
- formy z bronią: mieczem, szablą, włócznią, kijem, halabardą, podwójnym mieczem i podwójną szablą,
- formy ćwiczone w parach: Tui shou (pchające dłonie).

Styl Chen jest jedynym stylem taijiquan, który tak mocno akcentuje wykorzystanie poznanych form do walki.

## Przedstawiciele
Do najwybitniejszych przedstawicieli Chen Taijiquan zaliczamy Chen Fake (陈发科), który rozpropagował styl w Pekinie i innych częściach Chin, oraz jego wnuka Chen Xiaowanga nauczającego obecnie na całym świecie, w tym i w Polsce.